# Varnamtown
Varnamtown és una població dels Estats Units a l'estat de Carolina del Nord. Segons el cens del 2000 tenia 481 habitants.

## Demografia
Segons el cens del 2000, Varnamtown tenia 481 habitants, 203 habitatges i 155 famílies. La densitat de població era de 185,7 habitants per km².
Dels 203 habitatges en un 27,1% hi vivien nens de menys de 18 anys, en un 70% hi vivien parelles casades, en un 3,9% dones solteres, i en un 23,2% no eren unitats familiars. En el 20,2% dels habitatges hi vivien persones soles el 8,9% de les quals corresponia a persones de 65 anys o més que vivien soles. El nombre mitjà de persones vivint en cada habitatge era de 2,37 i el nombre mitjà de persones que vivien en cada família era de 2,72.
Per edats la població es repartia de la següent manera: un 19,5% tenia menys de 18 anys, un 5,6% entre 18 i 24, un 28,5% entre 25 i 44, un 29,5% de 45 a 60 i un 16,8% 65 anys o més.
L'edat mediana era de 42 anys. Per cada 100 dones de 18 o més anys hi havia 98,5 homes.
La renda mediana per habitatge era de 33.750 $ i la renda mediana per família de 35.357 $. Els homes tenien una renda mediana de 29.375 $ mentre que les dones 25.694 $. La renda per capita de la població era de 18.394 $. Entorn del 9,8% de les famílies i l'11,4% de la població estaven per davall del llindar de pobresa.

## Poblacions més properes
El següent diagrama mostra les poblacions més properes.